# Росмаунт (город, Миннесота)
Росмаунт (англ. Rosemount) — город в округе Дакота, штат Миннесота, США. На площади 91 км² (87,2 км² — суша, 3,8 км² — вода), согласно переписи 2002 года, проживают 14 619 человек. Плотность населения составляет 167,6 чел./км².
- Телефонный код города — 651
- Почтовый индекс — 55068
- FIPS-код города — 27-55726[1]
- GNIS-идентификатор — 0650291[2]